# 유계 집합

유계 집합(위)과 유계가 아닌 집합(아래)

수학에서 유계 집합(有界集合, 영어: bounded set)은 유한한 영역을 가지는 부분 집합이다. 유계성은 순서나 거리를 갖춘 집합 위에서 정의되며, 각 구조에 따른 정의는 아래와 같다.

## 정의
유계 집합은 원순서 집합이나 거리 공간, 또는 위상 벡터 공간의 구조가 주어졌을 때 정의할 수 있다. 모든 경우, 유계 집합이 아닌 부분 집합을 무계 집합(無界集合, 영어: unbounded set)이라고 한다.

### 원순서 집합의 유계 집합
원순서 집합 {\displaystyle (X,\lesssim )}의 부분 집합 {\displaystyle S\subset X}에 대하여, 다음 조건을 만족시키는 {\displaystyle x\in X}가 존재한다면, {\displaystyle S}가 위로 유계(영어: bounded from above)라고 하며, {\displaystyle x}를 {\displaystyle S}의 상계(영어: upper bound)라고 한다.
- 임의의 {\displaystyle s\in X}에 대하여, {\displaystyle s\lesssim x}

마찬가지로, 다음 조건을 만족시키는 {\displaystyle x\in X}가 존재한다면, {\displaystyle S}가 아래로 유계(영어: bounded from below)라고 하며, {\displaystyle x}를 {\displaystyle S}의 하계(영어: lower bound)라고 한다.
- 임의의 {\displaystyle s\in X}에 대하여, {\displaystyle x\lesssim s}

유계 집합은 상계와 하계를 둘 다 갖는 부분 집합이다.

### 거리 공간의 유계 집합
거리 공간 {\displaystyle (X,d)}의 부분 집합 {\displaystyle S\subset X}에 대하여, 만약 다음 조건을 만족시키는 점 {\displaystyle x\in X}가 존재한다면, {\displaystyle S}가 유계 집합이라고 한다.
{\displaystyle \sup _{s\in S}d(x,s)<\infty }
만약 {\displaystyle M} 전체가 유계라면, {\displaystyle M}은 유계 공간이라고 한다. 완전 유계 공간은 유계 공간이다.

### 위상 벡터 공간의 유계 집합
{\displaystyle \mathbb {K} \in \{\mathbb {R} ,\mathbb {C} \}}가 실수체 또는 복소수체라고 하자. {\displaystyle \mathbb {K} }-위상 벡터 공간 {\displaystyle V}의 부분 집합 {\displaystyle S\subset V}에 대하여, 다음 세 조건이 서로 동치이며, 이를 만족시키는 {\displaystyle S}를 (폰 노이만) 유계 집합이라고 한다.
- 영벡터의 임의의 근방 {\displaystyle N\ni 0}에 대하여, 다음을 만족하는 스칼라 {\displaystyle a\in \mathbb {K} }가 존재한다.
{\displaystyle S\subset aN}
- 영벡터의 임의의 근방 {\displaystyle N\ni 0}에 대하여, 다음을 만족하는 스칼라 양의 실수 {\displaystyle r\in \mathbb {R} ^{+}}가 존재한다.
  - 임의의 {\displaystyle a\in \mathbb {K} }에 대하여, 만약 {\displaystyle |a|\geq r}라면 {\displaystyle S\subset aN}
- 임의의 점렬 {\displaystyle (s_{n})_{n=0}^{\infty }\subset S} 및 {\displaystyle (a_{n})_{n=0}^{\infty }\subset \mathbb {K} }에 대하여, 만약 {\displaystyle a_{n}\to 0}이라면, {\displaystyle a_{n}s_{n}\to 0}이다.[1]:23, Theorem 1.30

이때
{\displaystyle aN=\{an\colon n\in N\}}
이다.

### 서로 다른 정의의 호환
일반적으로, 주어진 공간에 대하여 부분 순서나 거리 공간, 위상 벡터 공간의 구조가 공존할 수 있다. 일반적으로, 이 정의들은 서로 호환되지 못할 수 있다.
노름 공간은 거리 공간과 위상 벡터 공간의 구조를 동시에 갖는다. 이 경우, 유계집합의 두 정의는 서로 일치한다. 일반적으로, 국소 볼록 공간의 경우, 위상 벡터 공간으로서의 유계 집합은 모든 반노름들에 대하여 유계인 집합이다.
실수의 집합 {\displaystyle \mathbb {R} }의 경우 전순서와 거리 공간, 위상 벡터 공간의 구조가 모두 존재하며, 이 경우 유계 집합의 세 가지 정의는 모두 일치한다.

## 예
{\displaystyle \mathbb {K} }-위상 벡터 공간 {\displaystyle V}에서,
- 모든 콤팩트 집합은 유계 집합이다. 특히,
  - 모든 유한 집합은 유계 집합이다.
  - 모든 상대 콤팩트 집합은 (콤팩트 집합의 부분 집합이므로) 유계 집합이다.
- 반대로, 모든 유계 집합은 약한 위상에 대한 상대 콤팩트 집합이다.
- 모든 코시 점렬은 유계 집합이지만, 코시 그물이 유계 집합일 필요는 없다.
- 만약 {\displaystyle V}가 하우스도르프 공간이라면, {\displaystyle V}의 모든 (영공간이 아닌) 부분 공간은 유계 집합이 아니다.

## 성질
- 유계 집합의 극은 절대 볼록이고 흡수 집합이다.
- 집합 A의 모든 가산 부분집합이 유계이면 집합 A는 유계이다.

### 연산에 대한 닫힘
{\displaystyle \mathbb {K} }-위상 벡터 공간 {\displaystyle V}에서,
- 유계 집합의 부분 집합은 자명하게 유계 집합이다.
- 유계 집합의 폐포는 유계 집합이다.
- 만약 {\displaystyle V}가 국소 볼록 공간이라면, 유계 집합의 볼록 폐포는 유계 집합이다. (국소 볼록성이 없다면, {\displaystyle 0<p<1}인 {\displaystyle L^{p}}공간이 자명하지 않은 열린 볼록 부분집합을 가지지 않기 때문에, 이것은 거짓이다.)
- 유계 집합의 유한한 합집합이나 유한합은 유계 집합이다.

### 유계 함수와 유계 작용소
{\displaystyle \mathbb {K} }-위상 벡터 공간 {\displaystyle V}, {\displaystyle W} 사이의 모든 연속 선형 변환 {\displaystyle T\colon V\to W}는 유계 작용소(즉, 유계 집합의 상은 유계 집합)이다. 만약 {\displaystyle V}가 제1 가산 공간이라면, 모든 유계 작용소 {\displaystyle T\colon V\to W}는 연속 함수이다. (반면, 0이 아닌 선형 변환은 유계 함수일 수 없다.)

### 국소 유계 공간
{\displaystyle \mathbb {K} }-위상 벡터 공간 {\displaystyle V}에서, 영벡터 {\displaystyle 0\in V}가 유계 근방을 갖는다면, {\displaystyle V}가 국소 유계 공간(영어: locally bounded space)이라고 한다.
모든 국소 유계 공간은 제1 가산 공간이다.:13, Theorem 1.15(c)
증명:
{\displaystyle B\ni 0}가 0의 근방이며, 유계 집합이라고 하자. 유계 집합의 정의에 따라
{\displaystyle \{(1/n)B\colon n\in \mathbb {Z} ^{+}\}}
가 0의 국소 기저임을 보일 수 있으며, 이는 가산 집합이다.
{\displaystyle \mathbb {K} }-국소 볼록 공간 {\displaystyle V}에 대하여, 다음 두 조건이 서로 동치이다.
- 반노름화 가능 공간이다.
- 국소 유계 공간이다.

## 일반화
유계 집합의 정의는 위상 가군으로 일반화 할 수 있다. 위상환 R에 있는 위상 가군 M의 부분집합 A는 0M의 모든 근방 N에 대해서 w A ⊂ N가 성립하도록 하는 0R의 근방 w이 있을 때, 유계 집합이라고 한다.

## 같이 보기
- 상한과 하한
- 유계 함수
- 순서론
- 완전 유계 공간
- 경계점